# 空頭支票
空頭支票（dishonoured check），又稱跳票、彈票（bounced check）、菝仔票（台灣用語，源自日語不渡票，諧音訛化為佛仔票、芭樂票），泛指無法兌現的支票，開票人會被銀行徵收附加費，也會影響信用。
在大部分國家及地區，如果發票人故意發出空頭支票，乃刑事罪行。然而對於開出並行使空頭支票的行為屬於偽造文書、詐欺還是盜竊，各國法律的觀點均有差異。

## 各地区刑責

### 中华人民共和国
根据《中华人民共和国票据法》第一百零二条 规定，“签发空头支票，骗取财物的。”，将依法追究刑事责任。《中华人民共和国刑法》第一百九十四条规定，对于通过签发空头支票骗取公私财物构成犯罪的，对其可处5年以下有期徒刑或者拘役，并处2万元以上20万元以下罚金；数额巨大或者有其他严重情节的，处5年以上10年以下有期徒刑，并处5万元以上50万元以下罚金；数额特别巨大或者有其他特别严重情节的，处10年以上有期徒刑或者无期徒刑，并处5万元以上50万元以下罚金或者没收财产。
如果行为人出于过失，则不构成犯罪。但根据《票据管理实施办法》第三十一条的规定，对签发空头支票的行为，由中国人民银行处以票面金额5%但不低于1000元的罚款；持票人有权要求出票人赔偿支票金额2%的赔偿金。

#### 香港
根據香港法例第210章《盜竊罪條例》18B條——「以欺騙手段逃避法律責任罪」：
（1）凡任何人以欺騙手段（不論該欺騙手段是否唯一或主要誘因）——
（a）不誠實地獲得免除作出付款的全部或部分現有的法律責任，而不論該法律責任是他本人的或是另一人的；
（b）意圖不履行作出付款的全部或部分現有的法律責任（不論是否永久地不履行），或意圖讓另一人如此辦，而不誠實地誘使債權人或任何代表債權人申索款項的人等候付款（不論付款日期是否獲得延期）或放棄要求付款；或
（c）不誠實地取得任何豁免或減除作出付款的法律責任，則屬犯罪，
循公訴程序定罪後，可處監禁10年。

#### 澳門
根據《刑法典》第214條——「簽發空白支票罪」：
一、簽發一支票者，如該支票係依據法律之規定及法律所定之期限被提示付款，但因欠缺存款餘額而不獲全部支付者，處最高三年徒刑或科罰金。
二、如屬下列情況，則處最高五年徒刑，或科最高六百日罰金：
a. 所簽發之金額屬相當巨額者；
b. 被害人在經濟上陷於困境；或
c. 行為人慣常簽發空頭支票。
三、第一百九十八條第四款之規定，相應適用之。（如被盜竊之物屬小額，則不以加重盜竊罪處理）

### 中華民國（臺灣）
根據《中華民國刑法》第339條——「詐欺罪」：
意圖為自己或第三人不法之所有，以詐術使人將本人或第三人之物交付者，處五年以下有期徒刑、拘役或科或併科五十萬元以下罰金。
以前項方法得財產上不法之利益或使第三人得之者，亦同。
前二項之未遂犯罰之。
另根據《刑法》第201條——「行使偽造有價證券罪」：
意圖供行使之用，而偽造、變造公債票、公司股票或其他有價證券者，處三年以上十年以下有期徒刑，得併科三千元以下罰金。
行使偽造、變造之公債票、公司股票或其他有價證券，或意圖供行使之用，而收集或交付於人者，處一年以上七年以下有期徒刑，得併科三千元以下罰金。

## 比喻用法
- 「空頭支票」又用來比喻沒有實踐的允諾。用法及實例：
  - 選舉前某候選人開出很多政見及諾言，但等到當選後卻做不到，就稱為跳票。
- 另外“跳票”也用于形容预定发售的作品延期发行的情况。

## 空白支票
與空頭支票不同，空白支票是指不載明受款人、應付金額和付款日期，但附有付款人有效簽章的支票。此類支票通常留待確認付款資訊後才追加上述資料。然而前提是付款人必須有能力支付，不能有效兌現者因無法履行付款承諾，也算是空頭支票。